# Utetheisa amhara
Utetheisa amhara là một loài bướm đêm thuộc phân họ Arctiinae, họ Erebidae.